# Jacques Ouaniche
Jacques Ouaniche est un réalisateur, producteur et scénariste français. Il a créé et produit lui-même la série Maison close pour la chaîne Canal+. Il en a également écrit tous les épisodes et en a coréalisé deux avec Carlos de Fonseca Parsotam. Jacques Ouaniche est également producteur de films via sa société Noé Productions,.
En 2013, il réalise son premier long-métrage, Victor Young Perez, biopic du boxeur juif et tunisien des années 1930 qui a été déporté à Auschwitz, et qui est mort pendant la marche de la mort en 1945, avec dans le rôle-titre Brahim Asloum, ancien champion du monde de boxe.
Jacques a écrit des récits d’une actualité rare tels que la dernière série dont il est auteur et réalisateur « Croisement Gaza bld St Germain », actuellement diffusée sur OCS, qui suit l'histoire d'amour entre Yaël et Youssouf, un couple de jeunes étudiants français déchirés par le conflit israélo-palestinien.

## Filmographie

### Producteur
- 1997 : Dobermann de Jan Kounen (long métrage)
- 2002 : All Night Bodega de Félix Olivier (long métrage)
- 2002 : Sans regrets de Christophe Devauchelle et Stéphane Kneubuhler (court métrage)
- 2003 : L'Esquive d'Abdellatif Kechiche (long métrage)
- 2004 : Madame Edouard de Nadine Monfils (long métrage)
- 2004 : Trois petites filles de Jean-Loup Hubert (long métrage)
- 2006 : Djihad de Félix Olivier (téléfilm)
- 2010-2013 : Maison close (série télévisée) (saison 1-saison 2, 16 épisodes de 52 minutes) (Canal+)
- 2011 : Furieuse de Malik Chibane (téléfilm) (France 2)
- 2012 : Ma bonne étoile d'Anne Fassio (long métrage)
- 2013 : Victor Young Perez de lui-même (long métrage)
- 2021 : Crystal de Laure Balzan (court métrage) avec Axelle Azoulay et Johanne Toledano
- 2023 : Croisement Gaza Bd Saint-Germain de lui-même (mini-série télévisée) (6 épisodes de 42 minutes)

### Réalisateur
- 2010 : Maison close (série télévisée) (saison 1, épisodes 5 et 6 coréalisés avec Carlos de Fonseca Parsotam)
- 2013 : Victor Young Perez (long métrage)
- 2023 : Croisement Gaza Bd Saint-Germain (mini-série télévisée, 6 épisodes de 42 minutes)
- 2025 : Toujours possible (long métrage)

### Auteur
- 2010-2013 : Maison close (série télévisée) (saison 1-saison 2, 16 épisodes de 52 minutes) (créateur, scénariste) (Canal+)
- 2011 : Furieuse de Malik Chibane (téléfilm) (scénariste) (France 2)
- 2013 : Victor Young Perez de lui-même (long métrage) (scénariste)
- 2021 : Crystal de Laure Balzan (court métrage) (scénariste)
- 2023 : Croisement Gaza Bd Saint-Germain de lui-même (série télévisée) (6 épisodes de 42 minutes) (créateur, scénariste) (OCS)

- 2025 : Toujours possible de lui-même (long métrage)